# Caryocrinites
Caryocrinites is een monotypisch geslacht van uitgestorven cystoïden uit de klasse Rhombifera, dat leefde van het Ordovicium tot het Siluur.

## Beschrijving
Het lichaam van deze bolvormige cystoïde met een diameter van 2,5 centimeter was bezet met grote, regelmatig gerangschikte plaatjes en had zes tot dertien zwakke armen. Aan de achterzijde van het lichaam bevond zich een lange steel. De mond was, net als de ambulacraalgroeven, onder de plaatjes verborgen. De anus was samengesteld uit piramidaal gevormde plaatjes.